# Schistes de Burgess
Pour les articles homonymes, voir Burgess.

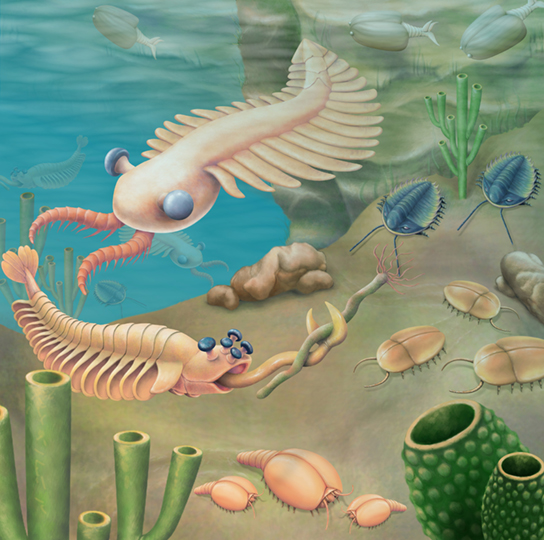
Reconstruction paléoartistique de la faune de l'explosion cambrienne : arthropodes nageurs tels que Sidneyia aux deux yeux pédonculés, Opabinia à cinq yeux pédonculés, capturant avec son proboscis un ver Miskoia, ou Odaraia au telson formé de trois ailerons ; arthropodes benthiques avec les trilobites, les genres Naraoia aux deux boucliers dorsaux ovoïdes, ou Canadapsis à la « queue » segmentée ; Démosponges du genre Vauxia ou Hazelia.

Les schistes de Burgess (nommés d'après le mont Burgess, situé tout près de l'endroit où ils furent retrouvés), sont un dépôt de schiste noir exposé, trouvé dans les hauteurs des Rocheuses canadiennes dans le Parc national Yoho près de la ville de Field en Colombie-Britannique. Des fossiles y ont été trouvés par Charles Doolittle Walcott en 1909. Walcott y retourna les années suivantes pour récolter d'autres spécimens. La majorité de ces fossiles, âgés d'environ 505 millions d'années, sont endémiques de ce site,  bien que quelques trilobites communs du Cambrien moyen y ont également été trouvés. Ces fossiles sont d'un intérêt substantiel, car ils comportent des appendices et des parties molles, très rarement préservés.

## Histoire et importance
Le 30 août 1909, le paléontologue Charles Doolittle Walcott découvre pour la première fois des fossiles encastrés dans la paroi occidentale de la crête reliant les monts Field (en) et Wapta (en), deux massifs faisant partie des Rocheuses canadiennes et situés dans le Yoho National Park, au Canada, en Amérique du Nord,,,. Les schistes noirs de cette montagne furent autrefois un fond marin argileux. Des sédiments d’argile semblent s’être déposés dans des eaux profondes sous forme de coulée de boue et de limon ennoyant les animaux. La rareté de l’oxygène a ralenti leur décomposition et ils sont devenus des fossiles noirs aplatis.

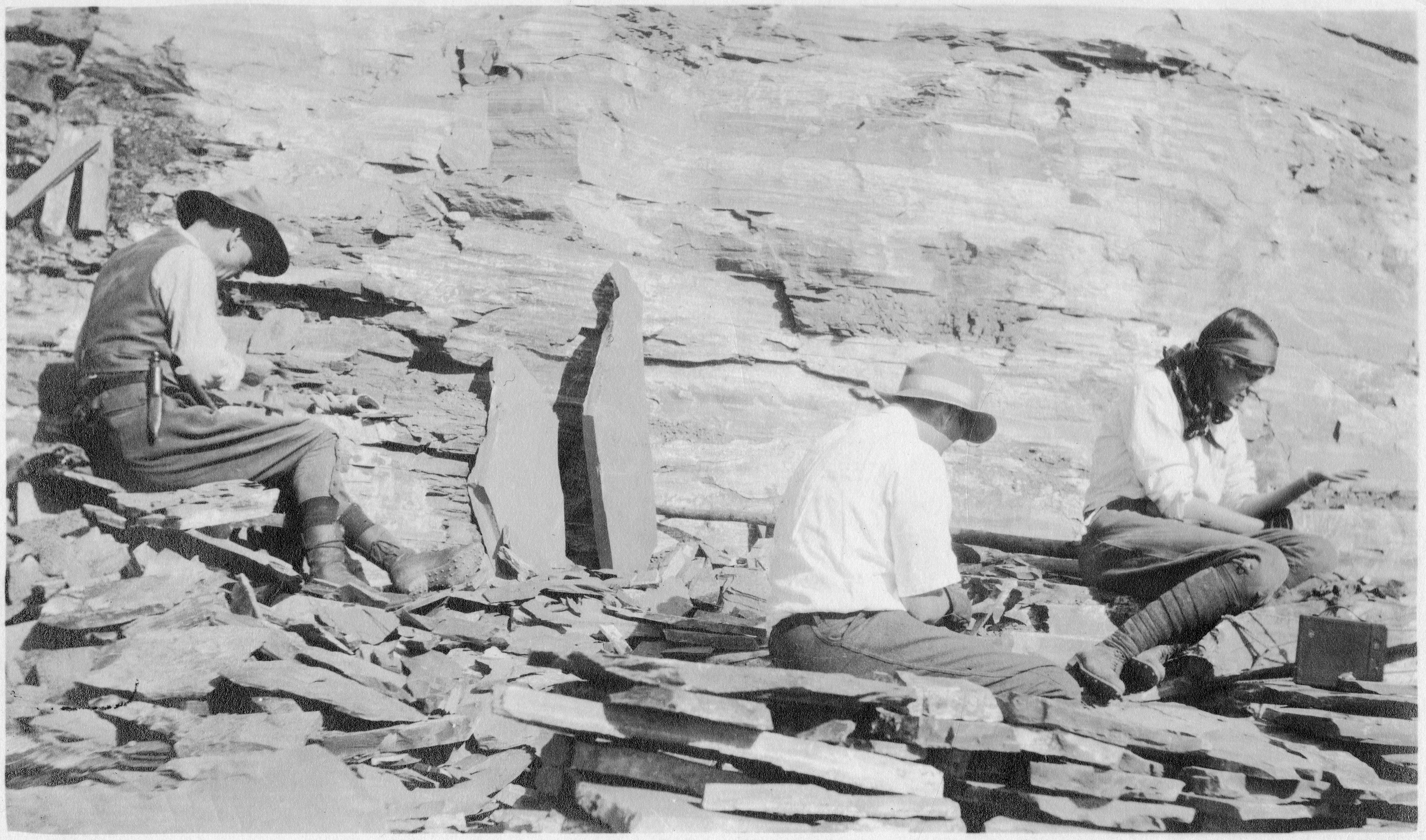
Charles Walcott, son fils Sidney et sa femme Helen au travail dans l'actuelle carrière Walcott (vers 1913).

Le schiste est très friable, les précipitations suffisent à l'éroder, ce qui délite les couches et fait apparaître les fossiles en surface.

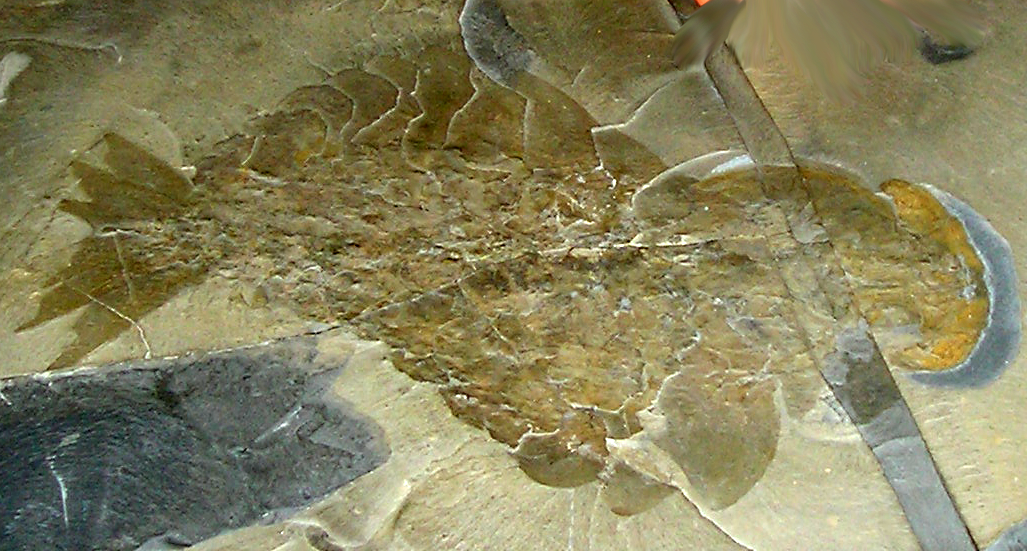
Fossile d’Anomalocaris dans les schistes de Burgess.

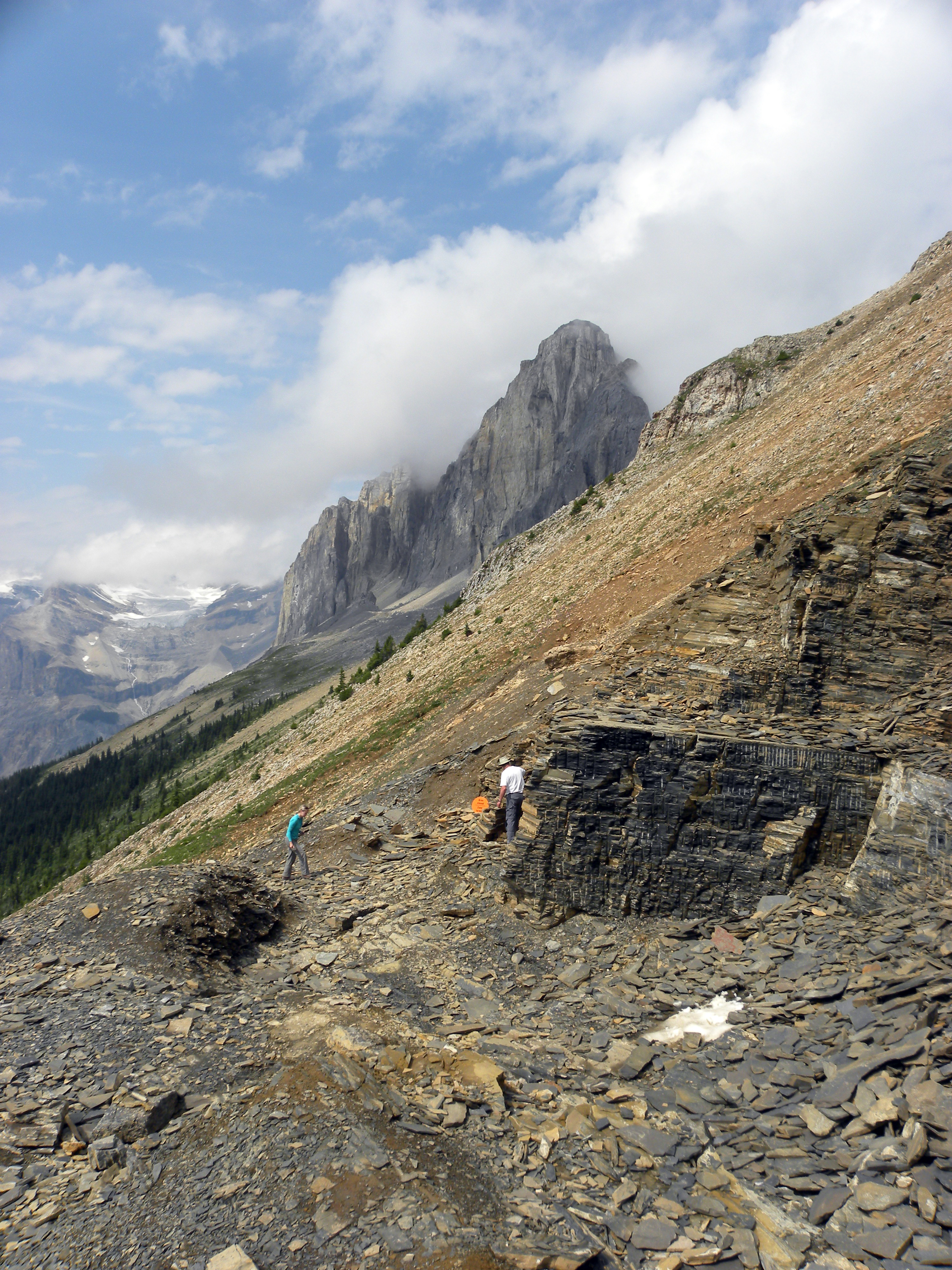
La carrière Walcott.

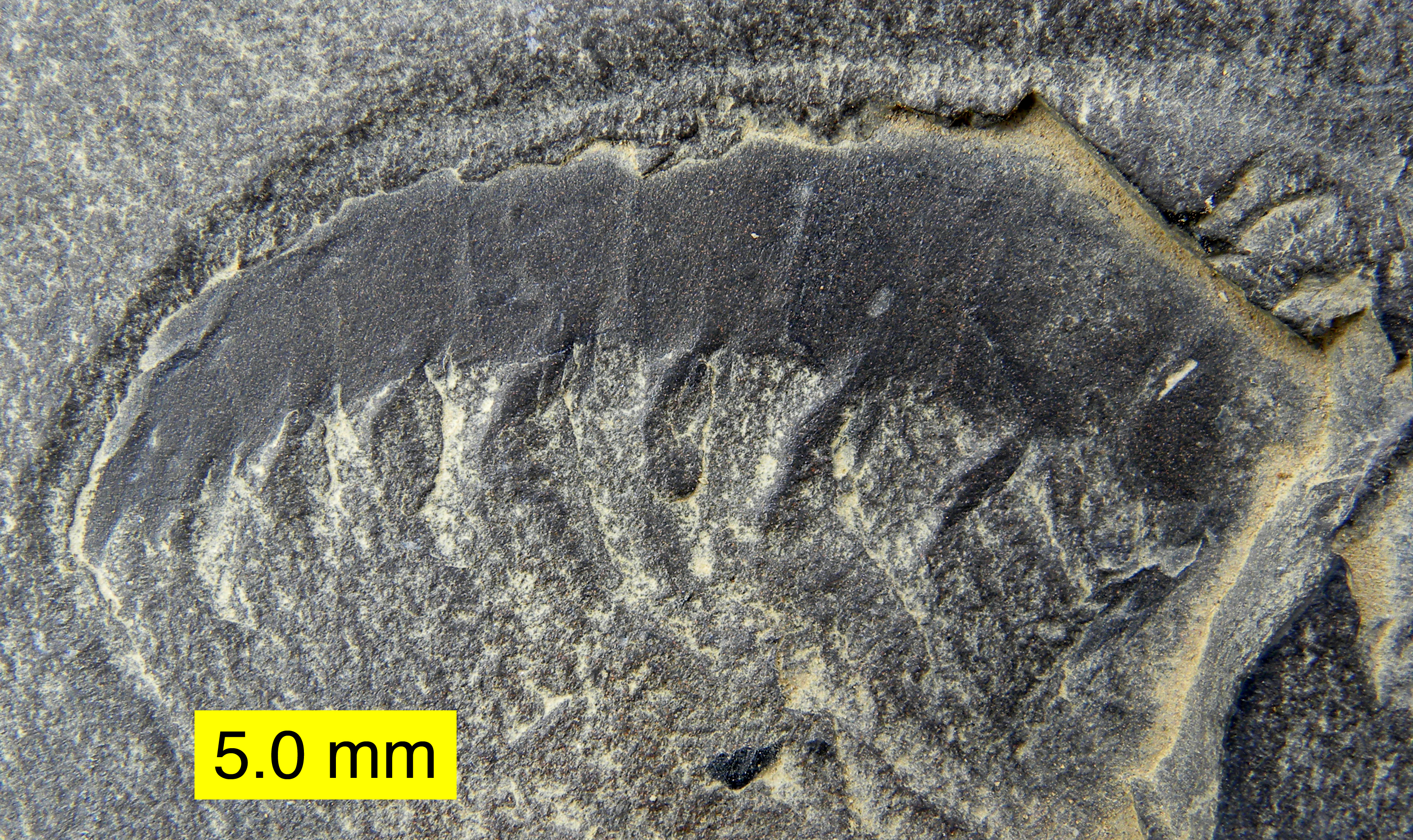
Appendice d'un anomalocarididés de la faune de Burgess.

Les corps des animaux de Burgess, ensevelis dans la boue, prirent des orientations variées. La boue s’infiltra dans les organes et grâce à des couches fines de sédiment, ils se séparèrent du corps dans différents micro-niveaux. C’est ainsi qu’une certaine structure tridimensionnelle fut conservée, même lors de fortes compressions des boues.
Plus de 65 000 spécimens d'au moins 93 espèces différentes furent étudiées.
L'importance des découvertes faites en cet endroit n'a pas été réalisée immédiatement. Seule une revérification des fossiles faite dans les années 1970 par Harry Whittington, Derek Briggs et Simon Conway Morris de l'Université de Cambridge a révélé que la faune ainsi présentée était de beaucoup plus riche et complexe que ce que les paléontologues antérieurs avaient imaginé. En effet, plusieurs des animaux présents ont des formes étranges et/ou des éléments anatomiques originaux, et ne ressemblent aux autres formes de vies connues qu’en apparence. Par exemple, on trouve l’Opabinia à cinq yeux et une trompe comme un aspirateur ; l’Aysheaia qui ressemble à un embranchement moderne, les onychophore ; le Nectocaris qui est soit un crustacé à nageoires soit un vertébré à carapace, ou encore l’Hallucigenia initialement décrit comme marchant sur des épines bilatéralement symétriques. Conway-Morris le décrit maintenant comme un autre onychophore à épines dorsales. D’autres fossiles mal interprétés séparément, furent assemblés lorsque l’on réalisa qu’ils sont restes d’un même gros prédateur, l’Anomalocaris. Des études plus récentes menées vers la fin des années 1990 par Briggs et Richard Fortey rangent plusieurs fossiles, aux formes étranges pour nous, parmi les arthropodes, mais d’autres animaux comme l’Amiskwia restent énigmatiques.
Cette large biodiversité, la grande disparité et l’exotisme de la faune de Burgess a favorisé les controverses parmi les paléontologues au sujet d’un phénomène de diversification qui allait être appelé l'« explosion cambrienne ».
Des études plus poussées ont montré que les schistes de Burgess s’étendent sur des dizaines de kilomètres, affleurant sous forme d’« îlots » isolés. Les différentes faunes sont préservées en de multiples dépôts qui semblent correspondre à différentes parcelles de fonds océaniques boueux qui, de temps à autre, glissent le long d'une falaise, emportant avec elles leurs faunes et ensevelissant au point de dépôt les animaux qui s’y trouvaient. Les eaux à faible teneur en oxygène des abysses ont conservé ces faunes, toutes du Cambrien moyen, mais peut-être chronologiquement séparées par des dizaines ou des centaines de milliers d'années, voire des millions, car le phénomène des coulées de boue a pu se répéter pendant de longues périodes. Six zones faunistiques distinctes ont été identifiées dans les schistes de Burgess. Les scientifiques sachant maintenant quoi chercher, des dépôts similaires ont été identifiés ailleurs, avec une faune similaire. Les plus importants de ces dépôts analogues sont des dépôts de flots turbides, encore plus anciens que ceux de Burgess, formés de manière similaire à ceux de Burgess dans la province de Yunnan en Chine. Les schistes de Maotianshan contiennent une faune en partie identique à celle de Burgess,.
Étant donné sa localisation dans le Parc National de Yoho, le schiste est en partie un site du patrimoine mondial de l'UNESCO. Des explorations subséquentes ont mis au jour des expositions de schistes sur un front de quelques douzaines de kilomètres et a identifié au moins six strates fossilifères dans la formation.

## Marble Canyon

### Découverte
Pendant plus de 20 ans, les efforts de recherche sur la faune cambrienne des équipes du Musée royal d’Ontario (acteur majeur dans la recherche et travail de terrain sur les schistes de Burgess) étaient concentrés au parc national Yoho, plus particulièrement à la carrière Walcott. En 2006, le nouveau conservateur en paléontologie des invertébrés du musée, Jean-Bernard Caron (en), décide d’élargir le domaine spatial de recherche et de suivre les strates fossilifères de la région. En 2008, les équipes de recherches trouvent un gisement fossilifère de type Burgess au niveau du glacier Stanley dans le parc national de Kootenay. Les découvertes sont intéressantes mais les fossiles ne sont pas très abondants et les taxa peu diversifiés. 

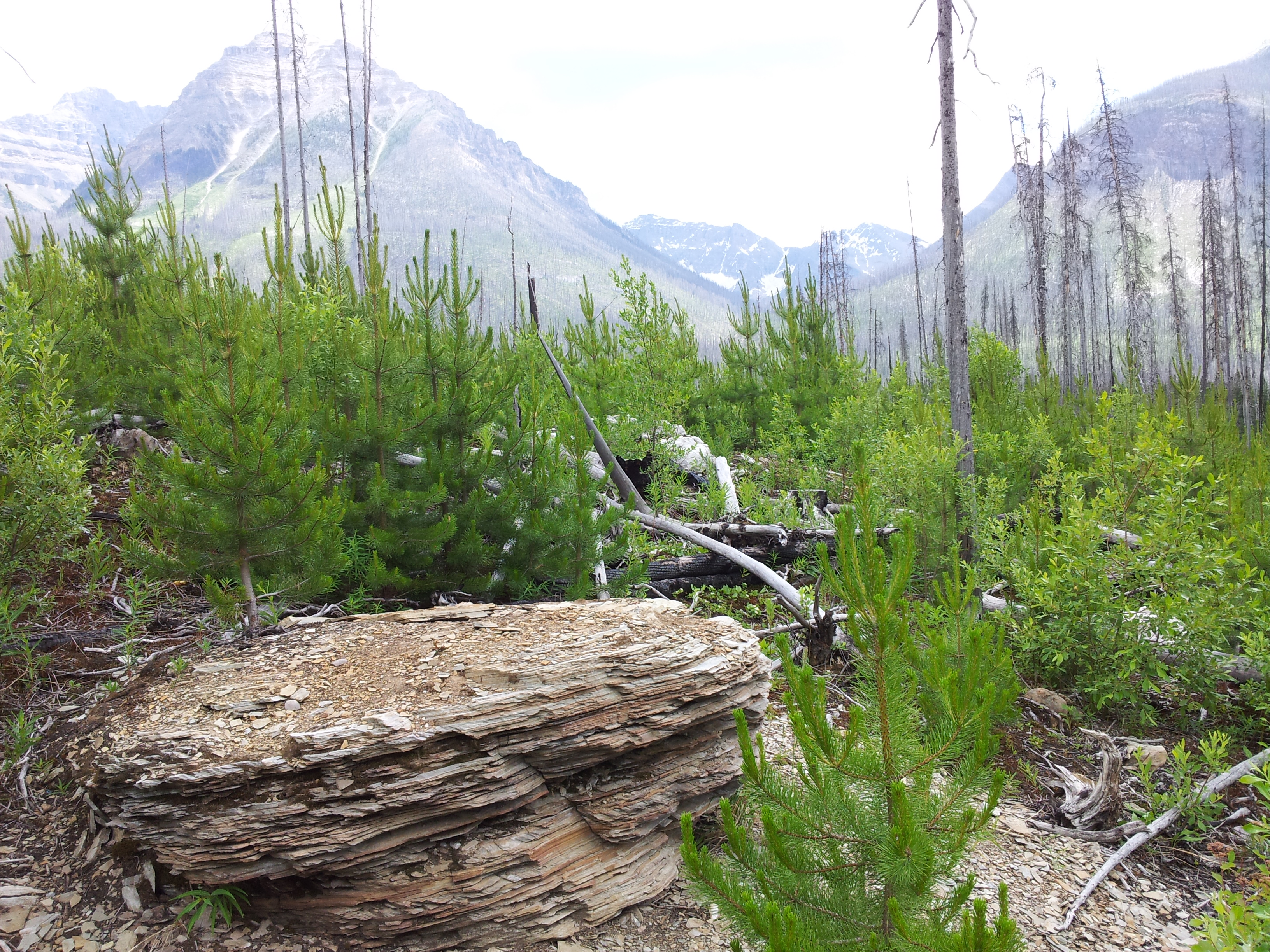
Aspect de Marble Canyon.

En 2012, 40 km au sud de la carrière Walcott, dans le parc national de Kootenay proche de Marble Canyon (en) (frontière Alberta/Colombie britannique), est découverte une nouvelle faune extraordinairement abondante. À plus de 2 000 mètres d'altitude, les équipes découvrent quelques fossiles sur la pente. Ils sont détachés et en extrêmement bon état. Un fossile de Marella qui avait déjà pu être observé dans d’autres schistes de Burgess, ou encore Misszhouia, une espèce qui avait été observée uniquement en Chine. Ces premières découvertes suggéraient une grande diversité de fossiles dans cette région. L’expédition, qui ne devait être que de trois jours pour du repérage, se transforma en une quinzaine de jours de recherche et d’établissement de la carrière. Le lieu exact n’est pas dévoilé afin de protéger les fossiles. En 18 jours, ils y trouvent 3 067 spécimens de fossiles et 55 différents taxa, dont 12 sont étudiés pour la première fois. Deux ans plus tard, une autre expédition est lancée. Celle-ci dure 48 jours et demande plus de personnes et de moyens. Ils en sortent avec plus de dix mille spécimens supplémentaires et une vingtaine de nouvelles espèces. Pendant l’été 2016, les équipes retournent à Marble Canyon. Ils ramènent encore quelques milliers de spécimens afin de compléter les collections du musée et plusieurs nouveaux taxa toujours en cours d’étude. Durant ces trois expéditions, ils ont accumulé plus de quinze mille spécimens et plusieurs espèces encore jamais observées ou identifiées. Cet assemblage de fossiles de type Burgess est connu sous le nom de « couche à phyllopodes » (phyllopod bed en anglais) qui représente le niveau le plus riche en fossile des Schistes de Burgess. Ce niveau d’une épaisseur de deux mètres contient de nombreux fossiles d’animaux à corps mous. Ce schiste est argileux, c’est-à-dire que la roche sédimentaire initiale est formée à partir d’une boue très fine.
Cet assemblage, comme la plupart des sites fossilifères trouvés, est associé à la « Cathédrale d’escarpement ». Cette grande falaise anciennement sous-marine aurait permis de bonnes conditions pour la survie des communautés ainsi que leur fossilisation. Mais contrairement à la plupart des assemblages de fossiles précédemment étudiés, celui de Marble Canyon se trouve au dessus de cet escarpement, proche du sommet de la formation fine de Stephen (en), ce qui est très rare pour les schistes de Burgess. Cette position stratigraphique étonnante et les trilobites retrouvés suggèrent que ce site est le plus récent de tous les schistes de Burgess étudiés jusqu'à présent. Il aurait environ 508 millions d’années. 
D’après les études sur les fossiles trouvés entre 2012 et 2014, les deux tiers des taxa trouvés sont partagés avec la carrière Walcott. L'arthropode le plus représenté est le bradoriidé Liangshanella, le spécimen le plus abondant pour les deux sites. Mais contrairement à la carrière Walcott et au biote de Chengjiang, les éponges et les branchiopodes sont peu abondants et peu diversifiés. Aussi on remarque une grande disparité de composition, de diversité et d’abondance entre le glacier Stanley et ce nouveau site fossilifère qui sont pourtant très proches géographiquement (environ 5 km). Cette différence dans les collectes de fossiles prouve le rôle très important du paléoenvironnement, même à petites échelles spatiales.
Étonnement, deux taxa d’arthropodes, Primacaris et Misszhouia (cité plus haut), qu’on pensait être endémiques à la faune cambrienne de Chengjiang (les plus vieux schistes de Burgess trouvés dans la région du Yunnan en Chine) ont été découverts dans les schistes de Marble Canyon. Ainsi l’absence de ces taxa dans les autres schistes étudiés n’était pas due à une extinction, ni un endémisme, mais plutôt contrôlée par des facteurs écologiques. À la suite de cette découverte, les scientifiques ont conclu à une sous-estimation de la répartition géographique et de la longévité de taxa de fossiles à corps mous à tous les niveaux taxonomiques. 
De plus, une grande proportion (22 % de la diversité) des espèces trouvées est nouvelle et encore jamais étudiée. La densité et diversité des fossiles y sont, par rapport à son volume, beaucoup plus importantes que dans les schistes de Chengjiang ou ceux du glacier de Stanley. On estime qu’elles seraient équivalentes à celles de la carrière Walcott, qui était considérée comme le site le plus riche en fossiles. Mais chaque nouvelle expédition augmente considérablement le nombre de spécimens et on commence à croire que Marble Canyon serait le site le plus important aujourd’hui. L’abondance de fossiles y est si importante qu’il est même difficile de faire des récoltes sans devoir abîmer d'autres fossiles.
Et comme le dit Jean-Bernard Caron « nous n'avons jusqu'alors qu'effleuré la surface de ce site extraordinaire ». Nombre de découvertes sont à venir et les questions d'origine de la vie vont peut être ainsi trouver des réponses précises.

### Qualité de préservation
Beaucoup de nouveaux sites fossilifères de type Burgess ont été découverts ces dernières années dans la région de la Colombie Britannique. Mais la particularité de ce site est la qualité de préservation du schiste. Cela permet d’étudier différents types de tissus, comme des tissus internes, qu’il est beaucoup plus difficile d’observer en général. Par exemple, on a pu identifier des intestins et autres organes. Ou encore des tissus nerveux, ce qui est une première dans le matériel de schistes de Burgess. Ces derniers nous permettent d’obtenir de nouvelles informations phylogénétiques et anatomiques essentielles.

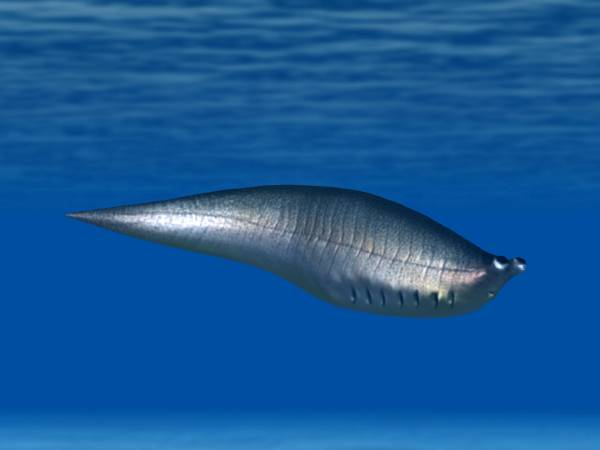
Reconstitution de Metaspriggina, par Nobu Tamura.

Cette qualité de préservation a aussi permis de compléter certaines recherches sur des individus important tel que Metaspriggina. Ce fossile de poisson est considéré comme l’un des chordés les plus primitifs. Certains supposent même qu’il serait la transition entre les céphalochordés et les Vertébrés et donc le dernier ancêtre commun connu des Vertébrés. Il a été identifié pour la première fois dans la carrière Walcott. Or jusqu'à présent il était très rare. Seulement deux spécimens très abimés avait pu être étudiés. Mais entre 2012 et 2014, sur le site de Marble Canyon, a été trouvée plus d’une centaine des spécimens en bien meilleur état que les deux premiers. Des parties molles fossilisées telles qu’un supposé foie et un cœur ont été découverts. Une notochorde ainsi que 7 arcs pharyngiens appuie le fait qu’il s’agit d’un poisson primitif. Sa tête aplatie avec des yeux en position frontale et des tissus musculaires en forme W sur le corps, qui supposent une nage fluide, laissent penser qu’il s’agissait d'une espèce benthique. Le fait que l'on retrouve les fossiles de Metaspriggina souvent en compagnie de fossiles d’espèces non pélagiques tel que des vers, peut appuyer cette théorie. On suppose qu’un de ses prédateurs serait Anomalocaris , un arthropode précoce très étudié. Toutes ces nouvelles informations sur l’anatomie et le mode de vie sur ce chordé primitif permettent de mieux comprendre son environnement, les relations prédateurs-proies, l’évolution des chordés ainsi que la distribution de Metaspriggina qu’on avait jusqu’alors sous-estimée. 
La conservation impressionnante des fossiles de Marble Canyon a pu, comme dans le cas du genre Oesia, soulever de grandes interrogations. Ce fossile est identifié pour la première fois en 1911 à la carrière Walcott. Par la suite, quelques autres ont été trouvés mais seulement en mauvais état. Il avait été associé, à cause de sa forme tubulaire perforée, à une algue, Margaretia dorus. A Marble Canyon, il est la deuxième espèce la plus abondante et est souvent extrêmement bien conservé. C’est aussi là que l’on retrouve les plus vieux fossiles de ce genre. Des études comparatives et anatomiques sur ces nouveaux fossiles ont pu associer ce dernier à un Hémichordé primitif, plus particulièrement un entéropneuste, vivant dans une structure tubulaire avec des ouvertures disposées en spirale. Ces ouvertures permettaient la filtration de l’eau. Les tubes étaient en position verticale avec une région basale enfouie dans le substrat et la partie apicale close. Ils servaient de logements et de protection pour ce ver primitif. Cette forme ainsi que plusieurs caractéristiques tels qu’un pharynx particulièrement large et des structures de préhension postérieurs permettent d’affirmer que cette espèce était suspensivore, donc se nourrissait de nutriments dans l’eau et adoptait un mode de vie sessile. Ces individus mesuraient environ 5 cm mais la structure tubulaire pouvait atteindre jusqu'à 50 cm, ce qui était particulièrement grand pour cette faune. Il n'a été trouvé, pour chaque tube, qu'un seul ver. Cela suggère un mode de vie plutôt solitaire. Ces informations essentielles sur cette espèce très abondante, principalement dû à la conservation exceptionnelle qu'apporte ce site, nous permettent de réinterpréter l’évolution des hémichordés primitifs.
De plus, ces derniers sont un des embranchements du très large groupe des deutérostomes. Donc une connaissance approfondie d'Oesia pourrait amener à l'identification et à une compréhension du mode de vie du dernier ancêtre commun de ce très grand groupe.

### Nouvelles espèces importantes
Parmi les nouvelles espèces découvertes sur le site de Marble Canyon, certaines se distinguent beaucoup plus que les autres. 
On trouve, par exemple, Surusicaris elegans, petit animal de 2 cm, bivalve, avec une carapace double et un appendice frontal. Il ne présente aucune segmentation du corps donc ne fait pas partie des arthropodes. Ce fossile a beaucoup des ressemblances avec un groupe trouvé dans plusieurs autres schistes, Isoxys. Lui aussi présente une forme semi-discoïdale et un appendice frontal. Les chercheurs pensent que cette nouvelle espèce serait l’intermédiaire entre Anomalocaris (cité plus haut) et les vrais arthropodes (avec un corps articulé). Il possède des pattes natatoires tout le long du corps. Elles sont très simples et non articulées mais biramées avec une exopode et un endopode sur chacune, ce qui est une caractéristique des arthropodes actuels. Les trois pattes antérieures, qui suivent l’appendice frontal, ne sont qu’uniramées, donc différenciées des autres pattes. Cela prouve une sorte de céphalisation primitive. Cette caractéristique est très proche de la condition plésiomorphique des arthropodes qui est la présence d’appendices frontaux suivis de trois appendices céphaliques et en est donc peut être l’origine.
Il n’a été découvert qu’un seul spécimen mais son empreinte et sa contre-empreinte sont en si bon état, qu’ils donnent plus d’informations sur les parties molles et l’origine des vrais arthropodes que tous les Isoxys trouvés jusqu’alors. Cette découverte donne beaucoup d’informations sur l’évolution des animaux segmentés et éclaire ainsi la phylogénie des arthropodes, sujet extrêmement débattu dans la communauté scientifique.
Yawunik kootenayi est une autre nouvelle espèce découverte à Marble Canyon qui suscite aussi un grand intérêt. Il fait partie de la famille des Leanchoiliidae, qui est un groupe d’arthropodes primitifs très simples déjà étudiés auparavant.

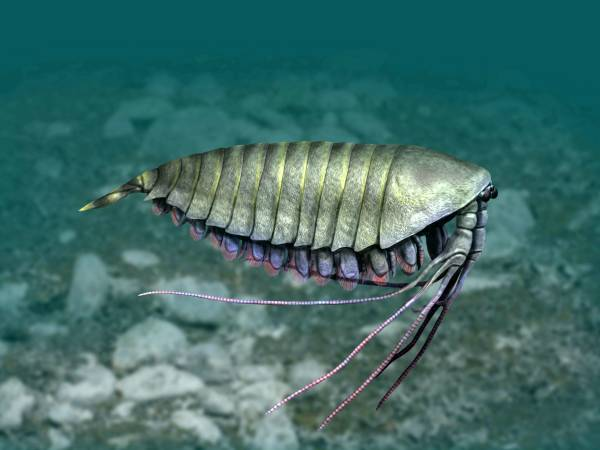
Dessin de Yawunik kootenayi.

Il possède des pattes et un corps totalement articulé. Son exosquelette est formé de morceaux de carapaces en chitine. Il est composé d’une douzaine de segments qui, chacun, aboutissent à une patte biramée. Ces dernières lui permettaient de nager et d’amener les nutriments jusqu'à sa bouche. En l’absence d’appareil masticateur, ses pattes postérieures broyaient la nourriture puis le reste des pattes du tronc formaient un courant avec l’eau pour que les pattes céphaliques la réceptionnent afin de l’assimiler. Sur la partie antérieure, le bouclier céphalique est muni d’appendices frontaux extrêmement différenciés, qu’on pourrait associer à ceux des coléoptères. Ces appendices portent trois longues pinces. La troisième comporte une griffe. On observe tout le long des deux autres, des rangées de dents qui sont suivies de très longues tiges. Ces structures combinent une fonction d’alimentation et une fonction sensorielle, ce qui est observé pour la première fois. Cela suggère aussi que la différenciation des tâches des appendices n’a pas encore eu lieu dans l’évolution. De plus, ces appendices étaient parfaits pour attraper des proies, ce qui laissent supposer que Yawunik était un prédateur actif. Il devait sûrement, après la capture, rabattre ses longues structures sous son corps afin de la broyer. Et comme tous les prédateurs, il avait un rôle clef dans le réseau trophique. En plus de cela, il est le prédateur le plus abondant dans ce site et donc devait avoir un impact très important sur son écosystème.

## Liste des taxons

### Taxons assignées à un groupe existant
Cyanobactéries
- Obruchevella

#### Animaux

##### Arthropodes
- Actaeus
- Alalcomenaeus
- Anomalocaris
- Burgessia
- Canadapsis perfecta
- Naraoia compacta
- Emeraldella
- Habelia
- Leanchoilia
- Perspicaris
- Sidneyia
- Marella splendens
- Molaria
- Odaraia
- Aysheaia pedunculata
- Perspicaris
- Sanctacaris
- Sarotrocercus
- Sidneyia
- Waptia
- Yohoia tenuis
- Opabinia regalis

##### Annélides
- Insolicorypha psygma
- Peronochaeta dubia
- Canadia spinosa
- Burgessochaeta
- Kootenayscolex

##### Hémichordés
- Oesia

##### Chordés
- Pikaia, possible ancêtre des vertébrés[25]
- Metaspriggina

##### Mollusques
- Hyalithes
- Halkieria

##### Échinodermes
- Gogia
- Helicoplacus
- Eldonia
- Echmatocrinus

##### Spongiaires
- Choia
- Vauxia

##### Cténophores
- Fasciculus vesanus
- Ctenorhabdotus
- Xanioascus canadensis

##### Onychophores
- Hallucigenia (embranchement: Onychophora
- Microdictyon

##### Priapulidae
- Ottoia (ver priapulien)
- Selkirkia

##### Cnidaires
- Thaumaptilon (une sorte de cnidaires)

##### Taxons assignés à un groupe éteint

###### Arthropodes
- Marella
- Olenoides (trilobite)
- Naraoia (trilobite)

Genres dont la classification est incertaine :
- Amiskwia
- Dinomischus
- Hallucigenia
- Haplophrentis
- Nectocaris
- Odontogriphus
- Wiwaxia